# Adolphe Kégresse
Adolphe Kégresse, francoski vojaški inženir in izumitelj, * 1879, Héricourt, Haute-Saône, † 1943, Croissy-sur-Seine.
Leta 1905 se je Kégresse preselil v Rusko carstvo, kjer je za carja Nikolaja II. izumil polgosenični tovornjak oz. gosenični trak za avtomobile. Prav tako je izumil dvojni menjalnik.
1. ↑  podatkovna baza Léonore — ministère de la Culture.
2. ↑  data.bnf.fr: platforma za odprte podatke — 2011.